# Ryan O'Byrne
Ryan O'Byrne (* 19. července 1984, Victoria, Britská Kolumbie, Kanada) je bývalý kanadský hokejista. Hrál na pozici obránce.

## Hráčská kariéra
Ryan O'Byrne započal svou hokejovou kariéru v Kanadě, kdy hrál do roku 2003 v juniorské soutěži British Columbia Hockey League. Během tohoto působení byl v roce 2003 ve vstupním draftu NHL vybrán kanadským týmem Montreal Canadiens. Do roku 2006 hrál ještě univerzitní hokej v USA v soutěži ECAC Hockey
Poté hrál v AHL v týmu Hamilton Bulldogs, kde působil v sezóně 2006/2007, kdy s týmem vyhrál Calderův pohár, a v sezóně 2007/2008. Poté začal hrát i v NHL za Montreal Canadiens. Zde hrál od sezóny 2007/2008 až do sezóny 2010/2011. V listopadu 2010 byl během sezóny 2010/2011 vyměněn do týmu Colorado Avalanche, za který hrál až do sezóny 2012/2013. V dubnu 2013 byl pak vyměněn do týmu Toronto Maple Leafs, kde dohrál zbytek sezóny 2012/2013.
Poté odešel do KHL, kde hrál během sezóny 2013/2014 za český tým HC Lev Praha a došel s týmem až do finále Gagarinova poháru. Po zániku českého klubu hrál v sezóně 2014/2015 ve švýcarské soutěži NLA v týmu HC Ambri-Piotta. Po této sezóně přestoupil do švédského týmu HV71, kde ukončil hráčskou kariéru.

## Statistiky kariéry

### Statistiky v základní části a v play-off
| 2006/07 | Hamilton Bulldogs   | AHL    | 80  | 0  | 12 | 12 | 22 | 2 | 5 | 7  |
| 2007/08 | Hamilton Bulldogs   | AHL    | 20  | 2  | 6  | 8  | —  | — | — | —  |
| 2007/08 | Montreal Canadiens  | NHL    | 33  | 1  | 6  | 7  | 4  | 0 | 0 | 0  |
| 2008/09 | Hamilton Bulldogs   | AHL    | 18  | 1  | 5  | 6  | —  | — | — | —  |
| 2008/09 | Montreal Canadiens  | NHL    | 37  | 0  | 5  | 5  | 2  | 0 | 0 | 0  |
| 2009/10 | Montreal Canadiens  | NHL    | 55  | 1  | 3  | 4  | 13 | 0 | 0 | 0  |
| 2010/11 | Montreal Canadiens  | NHL    | 3   | 0  | 0  | 0  | —  | — | — | —  |
| 2010/11 | Colorado Avalanche  | NHL    | 64  | 0  | 10 | 10 | —  | — | — | —  |
| 2011/12 | Colorado Avalanche  | NHL    | 74  | 1  | 6  | 7  | —  | — | — | —  |
| 2012/13 | Colorado Avalanche  | NHL    | 34  | 1  | 3  | 4  | —  | — | — | —  |
| 2012/13 | Toronto Maple Leafs | NHL    | 8   | 1  | 1  | 2  | 6  | 0 | 0 | 0  |
| 2013/14 | HC Lev Praha        | KHL    | 43  | 2  | 7  | 9  | 22 | 2 | 4 | 6  |
| 2014/15 | HC Ambri-Piotta     | NLA    | 13  | 0  | 2  | 2  | —  | — | — | —  |
| 2015/16 | HV71                | SHL    | 28  | 2  | 3  | 5  | 3  | 0 | 0 | 0  |
| Celkem  | Celkem              | Celkem | 510 | 12 | 69 | 81 | 72 | 4 | 9 | 13 |